# Club de Remo Getaria

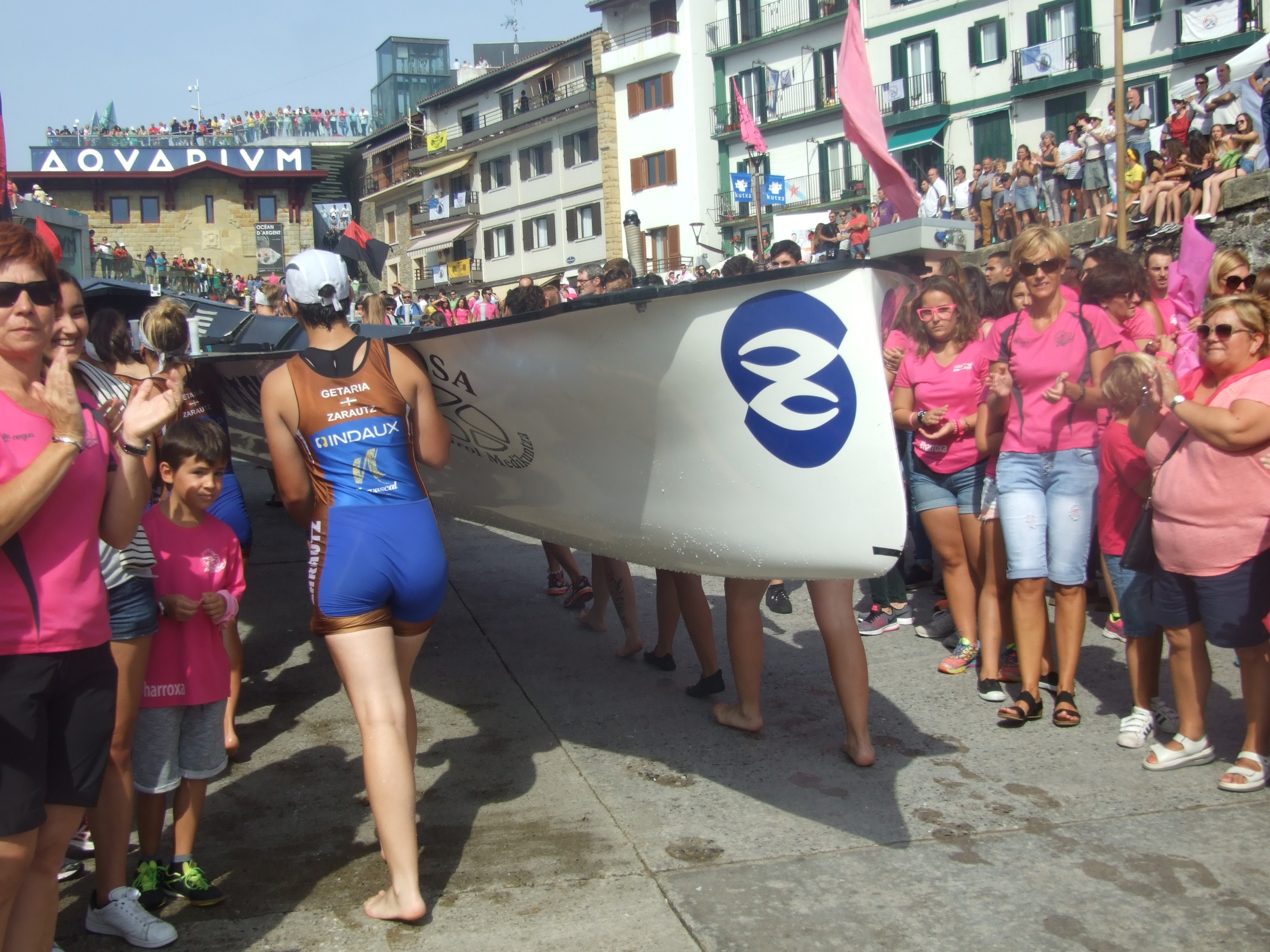
Guetaria en la bandera de la Concha femenina de 2016.

El Club de Remo Getaria es un club de remo de la localidad guipuzcoana de Guetaria, España. Comenzó en el año 1976 y actualmente la trainera “Esperantza” participa por primera vez en su historia en la Liga ACT, consiguiendo el ascenso durante el curso 2021.

## Resultados
| Año  | Liga             | C.Esp            | Concha           | C.PV             | C.Gui            | Trainera         | Entrenador                 | Patrón                                                 |
| ---- | ---------------- | ---------------- | ---------------- | ---------------- | ---------------- | ---------------- | -------------------------- | ------------------------------------------------------ |
| 2006 | ARC 1: 3.º       | -                | 16.º             | -                | 8.º              |                  |                            |                                                        |
| 2007 | ARC 1: 1.º       | -                | 11.º             | -                | 6.º              |                  |                            |                                                        |
| 2008 | No sacó trainera | No sacó trainera | No sacó trainera | No sacó trainera | No sacó trainera | No sacó trainera | No sacó trainera           | No sacó trainera                                       |
| 2009 | No sacó trainera | No sacó trainera | No sacó trainera | No sacó trainera | No sacó trainera | No sacó trainera | No sacó trainera           | No sacó trainera                                       |
| 2010 | ARC 2: 4.º       | -                | 21.º             | -                | 8.º              |                  | Leandro Andreano Malmasoro | Ander Etxegoien Martínez                               |
| 2011 | ARC 2: 2.º       | -                | -                | -                | 8.º              |                  | Leandro Andreano Malmasoro |                                                        |
| 2012 | ARC 1: 6.º       | -                | 16.º             | -                | 9.º              |                  | Leandro Andreano Malmasoro | Ander Etxegoien Martínez y Xabier Eizagirre Iribar     |
| 2013 | ARC 1: 4.º       | -                | 16.º             | -                | 6.º              |                  | Gorka Etxeberria Oliden    | Ander Etxegoien Martínez                               |
| 2014 | ARC 1: 1.º       | -                | 14.º             | -                | 6.º              |                  | Gorka Etxeberria Oliden    | Ander Etxegoien Martínez                               |
| 2015 | ARC 1: 1.º       | -                | 10.º             | -                | 6.º              |                  | Gorka Etxeberria Oliden    | Ander Etxegoien Martínez                               |
| 2016 | ARC 1: 3.º       | -                | 14.º             | 8.º              | 4.º              |                  | Gorka Etxeberria Oliden    | Ander Etxegoien Martínez                               |
| 2017 | ARC 1: 5.º       | -                | 14.º             | -                | 8.º              |                  | Gorka Etxeberria Oliden    | Ander Etxegoien Martínez y Unax Eizagirre Arruabarrena |
| 2018 | ARC 1: 4.º       | -                | 15.º             | -                | 7.º              |                  | Gorka Etxeberria Oliden    | Unax Eizagirre Arruabarrena                            |
| 2019 | ARC 1: 3.º       | -                | 17.º             | -                | 8.º              |                  | Jon Larrañaga Isasti       | Unax Eizagirre Arruabarrena-Izaro Lestayo Azkue        |
| 2020 | ARC 1: 3.º       | -                | 18.º             | -                | 7.º              |                  | Jon Larrañaga Isasti       | Unax Eizagirre Arruabarrena                            |
| 2021 | ARC 1: 1.º       | 1.º              | 10.º             | -                | 5.º              |                  | Jon Larrañaga Isasti       | Unax Eizagirre Arruabarrena                            |
| 2022 | ACT: 5.º         | -                | 5.º              | 5.º              | 4.º              |                  | Jon Larrañaga Isasti       | Unax Eizagirre Arruabarrena                            |
| 2023 | ACT: 7.º         | -                | 7.º              | -                | 7.º              |                  | Jon Larrañaga Isasti       | Unax Eizagirre Arruabarrena                            |
| 2024 | ACT: 6.º         | -                | 6.º              | 8.º              | 3.º              |                  | Jon Larrañaga Isasti       | Unax Eizagirre Arruabarrena                            |

## Palmarés
Títulos provinciales
- 1 Campeonato de Guipúzcoa de Traineras: 2006.

Banderas
- 5 Banderas de La Concha: 1895, 1896, 1900, 1903 y 1911.
- 2 Bandera de Bilbao: 1896, 1930.
- 2 Banderas de Guetaria: 1973 y 2007.
- 1 Bandera Eguna (Ondárroa): 1979.
- 1 Regata de Promoción Hondarribia: 1993.
- 1 Bandera de Zumaya: 1995.
- 1 Bandera de Hernani: 1995.
- 1 Bandera de Villarreal de Álava: 1995.
- 1 Regata de Promoción Guetaria: 1995.
- 1 Regata de Promoción Motrico: 1995.
- 1 Bandera de Fortuna: 1996.
- 1 Bandera de la Sociedad Deportiva de Remo Castro Urdiales: 1998.
- 3 Banderas de Ondárroa: 1998, 2006 y 2007.
- 1 Bandera de Algorta: 2005.
- 1 Bandera de Santurce: 2006.
- 1 Bandera de La Rioja: 2007.
- 1 Bandera de Sestao: 2007.
- 1 Bandera de Camargo: 2007.
- 1 Bandera de Santander: 2007.
- 1 Bandera de Promoción de Fuenterrabía: 2007
- 2 Bandera de Pasajes de San Juan: 2007 y 2011
- 1 Bandera de Mundaca: 2010 y 2011
- 1 Bandera Donostiarra: 2010,2014,2015 y 2016
- 1 Bandera de Pasajes de San Pedro: 2011
- 1 Bandera del Asón-Colindres: 2011